# Rejsek malý
Rejsek malý (Sorex minutus), či také rejsek zakrslý, je nejmenším savcem v České republice.

## Charakteristika
Celková délka hlavy s tělem se pohybuje od 4,3 do 6,4 centimetrů a délka ocasu od 3,1 do 4,9 centimetrů. Je vysoký 0,9 až 1,2 centimetrů a váží 2,5 až 7,5 gramů. Je velmi podobný rejskovi obecnému, je však menší, světlejší a často šedě zbarvený. Ocas mívá delší a porostlý hustší srstí.

## Výskyt
Žije na většině území Evropy a v severozápadní Asii. Nachází se v různých biotopech, především však v místech dobře zarostlých hustými křovinami s bohatou vegetací. Vyhýbá se uzavřenému lesu. V zimě se často zdržuje v blízkosti lidských obydlí. V Česku se jedná o běžného živočicha.

## Rozmnožování
Rejsek malý má několik vrhů za rok a na jeden vrh se průměrně narodí 2 až 9 mláďat.

## Potrava
Živí se malými živočichy, např. hmyzem či bezobratlými živočichy. Bez potravy hyne během 5–9 hodin.

## Zajímavosti
Rejsek malý se nevyskytuje na ostrovech celého Středomoří.